# Howard Marks
Howard Marks, död i juni 1990, var en amerikansk manager och låtskrivare. Han var affärsmanager för KISS från 1976 till 1988.